# Bertignat
Bertignat település Franciaországban, Puy-de-Dôme megyében. Lakosainak száma 471 fő (2022. január 1.). Bertignat Ambert, La Chapelle-Agnon, Grandval, Job, Marat, Thiolières és Vertolaye községekkel határos.

## Népesség
A település népességének változása:
| Lakosok száma | 467  | 456  | 470  | 455  | 454  | 455  | 455  | 458  | 471  |
|               | 2013 | 2015 | 2016 | 2017 | 2018 | 2019 | 2020 | 2021 | 2022 |